# هرمز یکم کوشانشاه
هرمز یکم کوشانشاه (۲۷۷–۲۸۶ میلادی) که نامش به شکل اورمزد یکم نیز ضبط شده‌است، یکی از فرمانروایان کوشانشهر بود. او بخش‌های شرقی شاهنشاهی ساسانی فرمان می‌راند و سغد، بلخ و گنداره را تحت فرمان داشت. از این کوشانشاه در کابل، بلخ، هرات و مرو سکه‌هایی پیدا شده‌است. او فرزند شاهنشاه ساسانی، بهرام یکم و برادر بهرام دوم ساسانی بود.

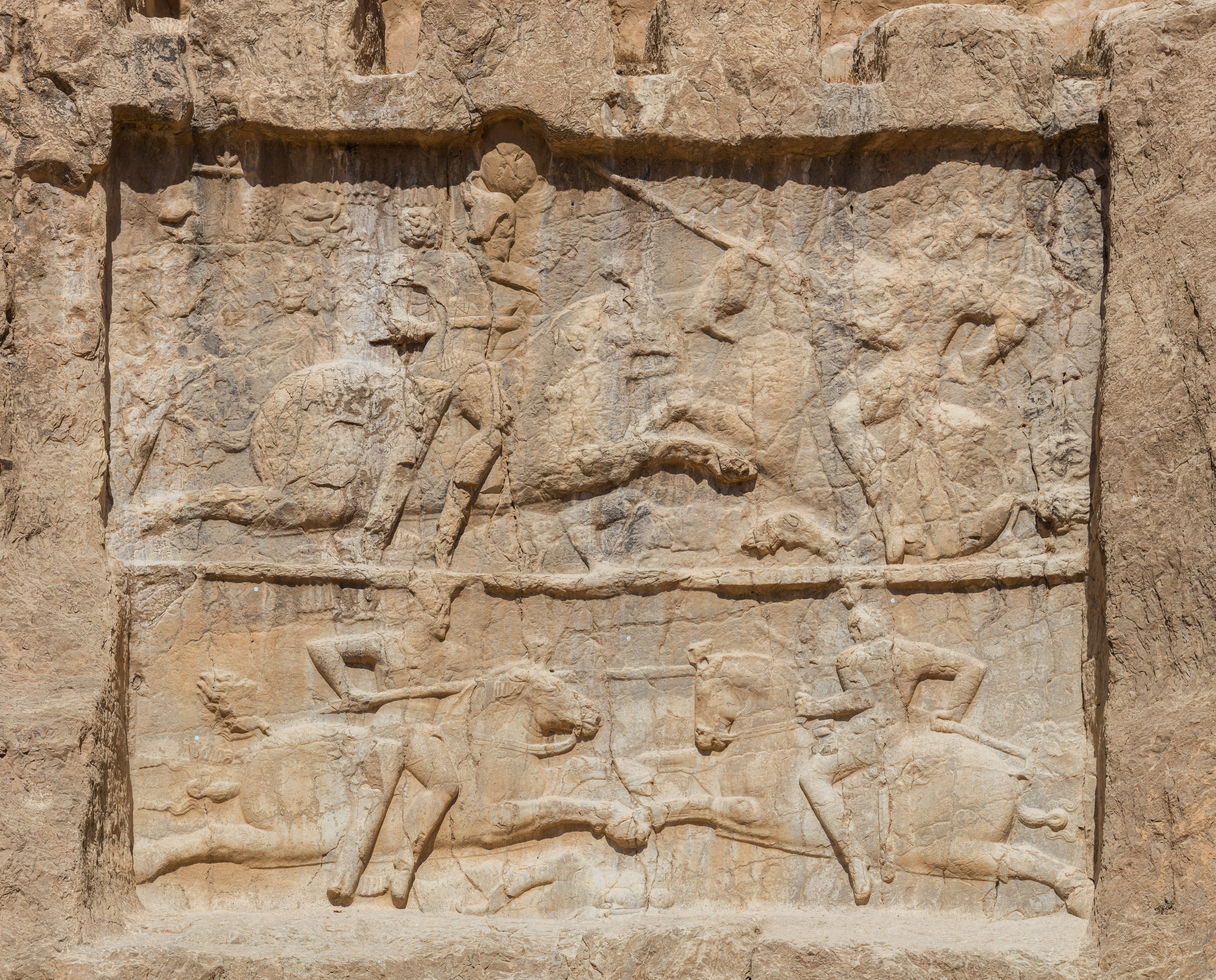
بالا: پیروزی بهرام دوم بر امپراتور روم، کاروس
پایین: پیروزی بهرام دوم بر کوشانشاه، هرمز یکم

برای اولین بار در این دوران است که در سکه‌های شاهزادگان ساسانی-کوشانی با عنوان کوشانشاهنشاه روبرو می‌شویم. در واقع در ایران باستان، عنوان شاهنشاه (شاهِ شاهان) نشانی از استقلال بود و به نظر می‌رسد استفاده از عنوان شاهنشاه به جای واژه ساده شاه، نشان از سرکشی هرمز کوشانشاه بر شاهنشاه ساسانی دارد. او مدعی تاج و تخت ایران یا بازسازی شاهنشاهی باستانی کوشان‌ها بوده‌است. در برخی از سکه‌های او، شیوا ایزد هندو را می‌بینیم، حال آنکه سایر سکه‌هایش در سبک کلاسیک ساسانی و با نمایش دادن چهره شاه در یک سو، و آتشکده زرتشتی در سوی دیگر ضرب شده‌اند.
او شورشی را در برابر برادرش بهرام دوم رهبری کرد؛ با این حال، شکست خورد. منابع لاتین در گزارش جنگ‌های ایران و روم در زمان بهرام دوم، از شخصی به نام اورمیس سکستانی نام برده‌اند که بر شاهنشاه ایران شوریده‌است. گفته شده که مردم سیستان از ادعای او بر تاج و تخت حمایت کرده‌اند.